# Seznam cerkva v Sloveniji (E)
|  | Seznam cerkva: A B C Č D E F G H I J K L M N O P R S Š T U V W Z Ž |

- Za Ecce homo glej Jezus Kristus
- Za Egidija glej Tilen
- Za Evfemijo glej Just in Evfemija

## Elij iz Koštabone
| Slika                     | Cerkev | Naselje   | Župnija | Škofija |
| ------------------------- | ------ | --------- | ------- | ------- |
| Klikni za spremembo slike | Elio   | Koštabona | Krkavče | KP      |

## Elija
| Slika                     | Cerkev | Naselje | Župnija          | Škofija |
| ------------------------- | ------ | ------- | ---------------- | ------- |
| Klikni za spremembo slike | Elija  | Kopriva | Dutovlje         | KP      |
| Klikni za spremembo slike | Elija  | Mihele  | Hrpelje - Kozina | KP      |
| Klikni za spremembo slike | Elija  | Planina | Semič            | NM      |

## Elizabeta Ogrska
| Slika                     | Cerkev    | Naselje           | Župnija           | Škofija |
| ------------------------- | --------- | ----------------- | ----------------- | ------- |
| Klikni za spremembo slike | Elizabeta | Ljubno ob Savinji | Ljubno ob Savinji | CE      |
| Klikni za spremembo slike | Elizabeta | Mali Otok         | Postojna          | KP      |
| Klikni za spremembo slike | Elizabeta | Podreber          | Polhov Gradec     | LJ      |
| Klikni za spremembo slike | Elizabeta | Pohorje           | Cirkulane         | MB      |
| Klikni za spremembo slike | Elizabeta | Slovenj Gradec    | Slovenj Gradec    | MB      |

## Ema Krška
| Slika                     | Cerkev | Naselje   | Župnija | Škofija |
| ------------------------- | ------ | --------- | ------- | ------- |
| Klikni za spremembo slike | Ema    | Kozje     | Kozje   | CE      |
| Klikni za spremembo slike | Ema    | Sveta Ema | Sv. Ema | CE      |

## Erazem iz Formie
| Slika                     | Cerkev | Naselje | Župnija | Škofija |
| ------------------------- | ------ | ------- | ------- | ------- |
| Klikni za spremembo slike | Erazem | Soteska | Soteska | NM      |